# Дмитрівка (Джанкойський район)
Дми́трівка (крим. Dmıtrivka) — село Джанкойського району Автономної Республіки Крим. Населення становить 654 особи. Орган місцевого самоврядування — Ізумруднівська сільська рада.

## Географії
Розташоване в центрі району, у степовому Криму, за півкілометра від південно-західної околиці Джанкою, висота над рівнем моря — 17 м.

## Історія
Село утворено в кінці 1920-х років, оскільки в Списку населених пунктів Кримської АРСР за Всесоюзним переписом від 17 грудня 1926 року ще не значиться , а в 1929-му, на сході жителів, вже отримало нинішню назву . Постановою ВЦВК «Про реорганізацію мережі районів Кримської АРСР» від 30 жовтня 1930 року, був створений Біюк-Онларський район, як німецький національний в який включили село. Час передачі назад в Джанкойський район поки не встановлено. В повоєнний час входило до складу Дніпровської сільради, а з 1979 — Мирнівської .